# Orcuttieae
Orcuttieae é uma tribo da subfamília Chloridoideae.

## Gêneros
Neostapfia, Orcuttia, Tuctoria